# Guarda Nacional da Ucrânia
A Guarda Nacional da Ucrânia (NGU; em ucraniano:  Націона́льна гва́рдія Украї́ни, transl. Nacionálʹna hvárdiya Ukrayíny, IPA: [nɐt͡s⁽ʲ⁾ioˈnɑlʲnɐ ˈɦʋɑrd⁽ʲ⁾ijɐ ʊkrɐˈjinɪ], abbr. НГУ) é a Gendarmaria nacional e força militar interna da Ucrânia. Faz parte do Ministério do Interior da Ucrânia, que é responsável pela segurança pública. Foi originalmente criada como uma agência sob o controle direto da Verkhovna Rada em 4 de novembro de 1991, após a independência da Ucrânia. Mais tarde, foi dissolvida e incorporada às Tropas Internas da Ucrânia em 11 de janeiro de 2000 pelo então presidente Leonid Kuchma como parte de um esquema de "economia de custos". Após a revolução ucraniana no início de 2014, em 13 de março de 2014, em meio à intervenção russa, a Guarda Nacional foi restabelecida e as Tropas Internas foram dissolvidas.
O objetivo da Guarda Nacional é servir como uma unidade militar com poderes de aplicação da lei. Sua missão é garantir a segurança do Estado, proteger as fronteiras da Ucrânia (apoiando o  Serviço de Guarda de Fronteiras da Ucrânia), participar de atividades para neutralizar grupos armados paramilitares, organizações terroristas, grupos organizados e organizações criminosas, além de proteger e vigiar infraestrutura crítica como Usinas nucleares da Ucrânia. Em tempos de paz, a Guarda Nacional se concentra na aplicação da lei civil: fazendo combate ao crime organizado e o controle de distúrbios civis. No entanto, durante situações de conflito armado, a Guarda Nacional pode ser mobilizada como força militar regular e participar de operações de combate ao lado das Forças Armadas da Ucrânia, o que foi feito durante a Guerra em Donbas e a invasão russa da Ucrânia em 2022.

## História

### Formação original
O NGU foi originalmente criado pela Lei da Ucrânia "Sobre a Guarda Nacional da Ucrânia", datada de 4 de novembro de 1991, № 1775 -XII. A Guarda Nacional foi baseada nas Tropas Internas da União Soviética na RSS da Ucrânia, as Tropas Internas da Ucrânia também foram estabelecidas ao mesmo tempo em 1992 a partir do ramo ucraniano das antigas Tropas Internas Soviéticas. A Guarda Nacional afirmou ser a herdeira da Gendarmaria da República Popular da Ucrânia, que existiu de 1918 a 1919.
Durante sua existência inicial, a Guarda Nacional esteve indiretamente envolvida na Guerra da Transnístria durante a primavera e o verão de 1992, ajudando a defender a fronteira contra uma ameaça de transbordamento do conflito para a Ucrânia. As formações envolvidas foram as 3ª, 4ª e 5ª divisões NGU (equipamentos transferidos da 93ª Divisão de Fuzileiros Motorizados também foram utilizados nesta implantação). Posteriormente, até 1998, unidades da Guarda Nacional apoiaram os guardas de fronteira em operações anti-contrabando realizadas na fronteira com a Moldávia e a região separatista da Transnístria da Moldávia. Em 1994, a Guarda Nacional também esteve envolvida na Crise da Crimeia de 1992-1994, que foi uma tentativa da República Autônoma da Crimeia de se declarar soberana após o referendo de soberania da Crimeia de 1991 . A Guarda Nacional foi enviada para restaurar a ordem e a soberania ucraniana sobre a Crimeia.
Em 1995, já havia pedidos de dissolução da Guarda Nacional por parte de opositores políticos do então presidente Leonid Kuchma, que o acusaram de comportamento ditatorial após ele ressubordinar a guarda a si mesmo por decreto. Após a reeleição de Kuchma após a eleição presidencial de 1999, a oposição continuou a exigir a extinção da Guarda Nacional, o que foi feito em 2000 como parte da concessão à oposição por Kuchma e justificado como parte de um "esquema de economia de custos" .
A Guarda Nacional foi dissolvida pela Lei da Ucrânia "Sobre Emendas e Adições a Certos Atos Legislativos da Ucrânia", datada de 11 de janeiro de 2000, e fundida com as Tropas Internas da Ucrânia.

### Recriação

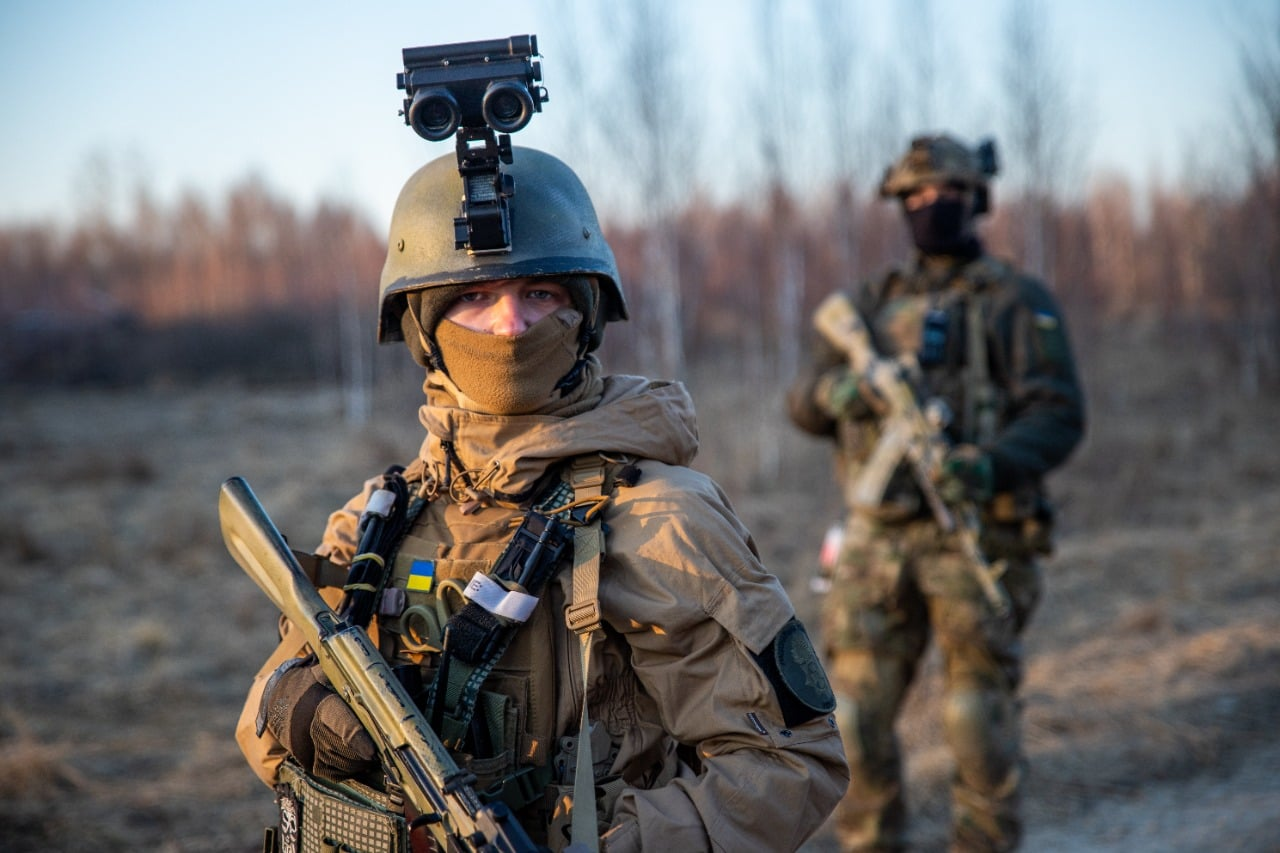
Soldados da Guarda Nacional da Ucrânia em 2022

Em 2014, em meio à intervenção russa na Crimeia, a força reformada foi criada parcialmente com base nas Tropas Internas da Ucrânia, com planos para os "Batalhões Voluntários", milícias e alas armadas de alguns partidos e organizações políticas da Ucrânia a ser também incorporado a ele. No entanto, esses planos encontraram resistência de pelo menos alguns destes últimos, que não desejam desistir de suas armas ou se subordinar ao controle do governo. Pretendia-se também o recrutamento direto das academias militares. A Guarda Nacional foi recriada de acordo com a Lei da Ucrânia "Sobre a Guarda Nacional da Ucrânia" [Lei número 4393] de 12 de março de 2014. Uma tentativa anterior do então presidente Yushchenko de trazer de volta a Guarda Nacional durante a agitação civil em 2008 havia sido bloqueada na Rada. Foi finalmente restabelecido em março de 2014 após o início da Crise da Crimeia. Em 16 de março, o governo de Arseniy Yatsenyuk anunciou planos para recrutar 10.000 pessoas nos próximos 15 dias para a nova Guarda Nacional. Voluntários individuais também foram aceitos.
A lei de 2014 previa uma força inicial autorizada de 33.000 funcionários. Também encarrega a Guarda Nacional de manter a ordem pública, proteger locais como usinas nucleares e "manter a ordem constitucional e restaurar a atividade dos órgãos estatais", em parte uma referência à situação na Crimeia, bem como à ameaça russa percebida pela Ucrânia. Nas partes orientais do país, em particular, a Guarda Nacional não apenas reforçará as unidades militares regulares de defesa contra uma temida invasão russa, mas também deverá defender a Parte 1 do Art. 109 do Código Penal da Ucrânia (ou seja, destina-se a atuar como uma força de contra-insurgência contra quinta-colunas e infiltrados).
Durante a guerra em curso na região de Donbas, na Ucrânia, as forças da Guarda Nacional revivida lutaram contra separatistas pró-Rússia e tropas russas disfarçadas de separatistas. Devido à falta de reservas, no início do conflito, civis e grupos políticos criaram suas próprias milícias e grupos paramilitares, conhecidos como "Batalhões Voluntários", para combater os separatistas por conta própria. Os batalhões foram creditados por terem mantido a linha contra os separatistas e permitiram que a Guarda Nacional e as Forças Armadas se reorganizassem e contra-atacassem. Alguns dos batalhões foram colocados sob a égide do Ministério da Administração Interna da Ucrânia. Dois deles eram os batalhões Azov e Donbas, que eram de longe as maiores unidades voluntárias com uma força de 1.000 e 900 soldados. Devido ao tamanho e sucesso operacional desses batalhões, eles foram transferidos para o comando da Guarda Nacional.
Três guardas nacionais morreram em um motim em 31 de agosto de 2015 na Verkhovna Rada quando um policial de licença jogou uma granada do lado de fora da fachada.
Segundo dados oficiais, em meados de abril de 2016, o Ministério do Interior e a Guarda Nacional perderam 308 funcionários desde o início da guerra em Donbas, incluindo 108 dos batalhões voluntários da Guarda Nacional.

### Guerra Russo-Ucraniana
A partir de quinta-feira, 24 de fevereiro de 2022, o dia em que as Forças Armadas russas invadiram a Ucrânia, a NGU esteve ativa em muitas das batalhas terrestres travadas pelas forças ucranianas durante a guerra atual.
No primeiro dia da guerra, as Forças Aerotransportadas Russas (VDV) tentaram um Ataque Aéreo no Aeroporto Antonov em Hostomel, noroeste de Kiev, a fim de fazer um transporte aéreo e trazer mais tropas e equipamentos mais pesados para a capital no que ficou conhecida como a Batalha do Aeroporto Antonov . Nas fases iniciais do assalto, o VDV expulsou uma pequena guarnição da Guarda Nacional e assumiu o controle do aeroporto. No entanto, a 4ª Brigada de Reação Rápida da Guarda Nacional reagiu rapidamente lançando um extenso contra-ataque, usando veículos blindados e artilharia, que cercaram as tropas russas sem apoio e repeliram o ataque. O aeroporto foi capturado no dia seguinte pelos russos, mas as ações da 4ª Brigada foram creditadas por terem impedido a rápida capitulação de Kiev, e levaram a ofensiva russa em Kiev a diminuir de velocidade e eventualmente resultou na retirada russa.
169 tropas da Guarda Nacional foram capturadas após a Batalha de Chernobyl. O Ministério das Relações Exteriores da Rússia afirmou que a Guarda Nacional da Rússia estava realizando uma "operação conjunta" com as tropas capturadas da Guarda Nacional Ucraniana e trabalhadores locais. Mas relatórios posteriores indicaram que eles foram capturados e trancados em um bunker por 30 dias. Em 6 de abril, os ucranianos anunciaram oficialmente que a Guarda Nacional havia retomado e restabelecido o controle sobre a Usina Nuclear de Chernobyl.
O Regimento Azov esteve fortemente envolvido no Cerco de Mariupol, sendo um dos principais defensores da cidade. A outra unidade da Guarda Nacional defendendo a cidade foi a 12ª Brigada Operacional. As origens do Azov como milícia neonazista e ultranacionalista, e sua legitimação pelo governo ucraniano e inclusão na estrutura oficial da Guarda Nacional tem sido um ponto de discórdia. Foi usado pela Rússia para pintar o governo ucraniano como de inclinação nazista, como justificativa para a brutalidade em Mariupol e como um casus belli para a própria invasão.

## Galeria

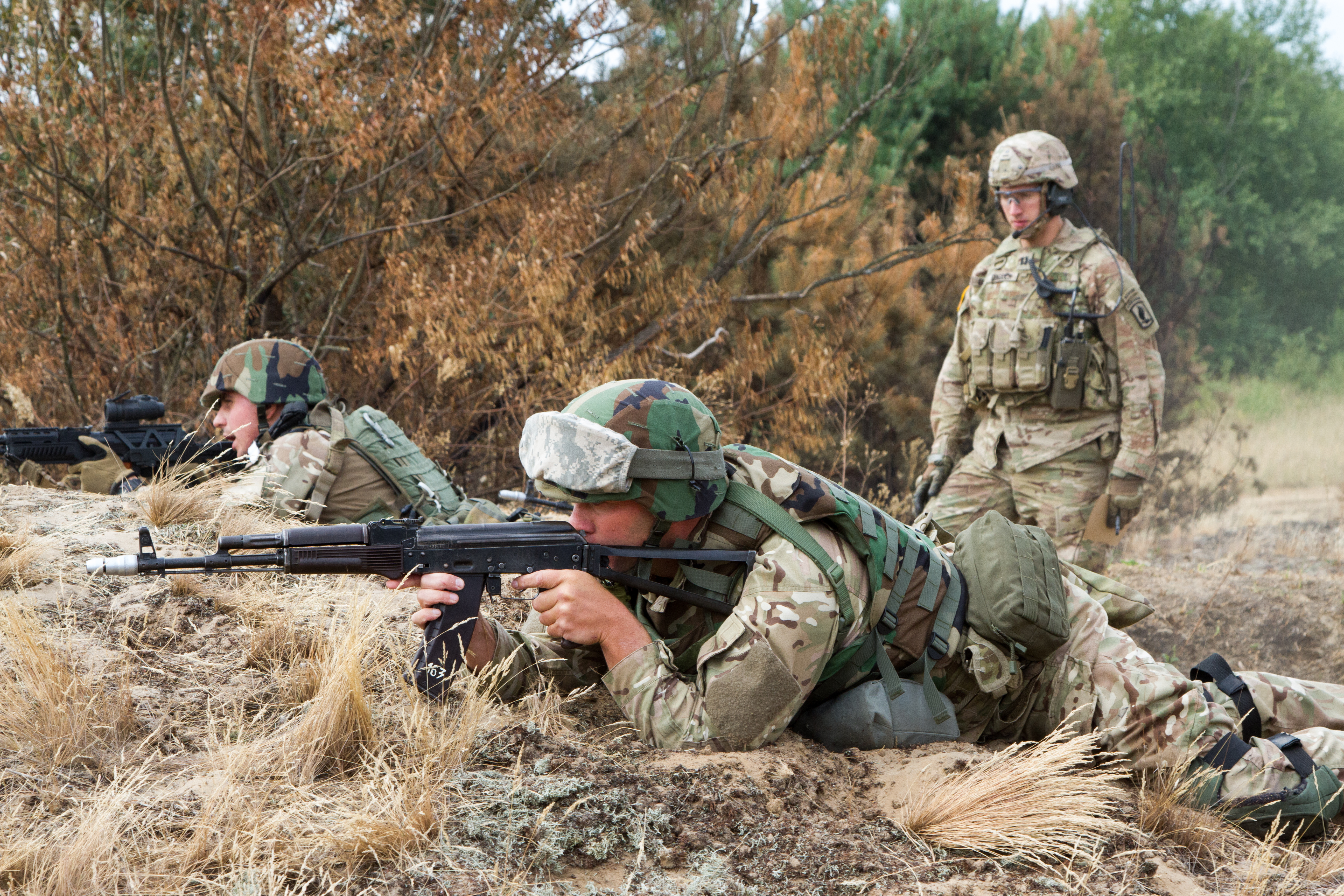
Soldados da Guarda Nacional (canto inferior esquerdo) atiram em alvos enquanto treinados por soldados americanos (canto superior direito) do Exército dos Estados Unidos
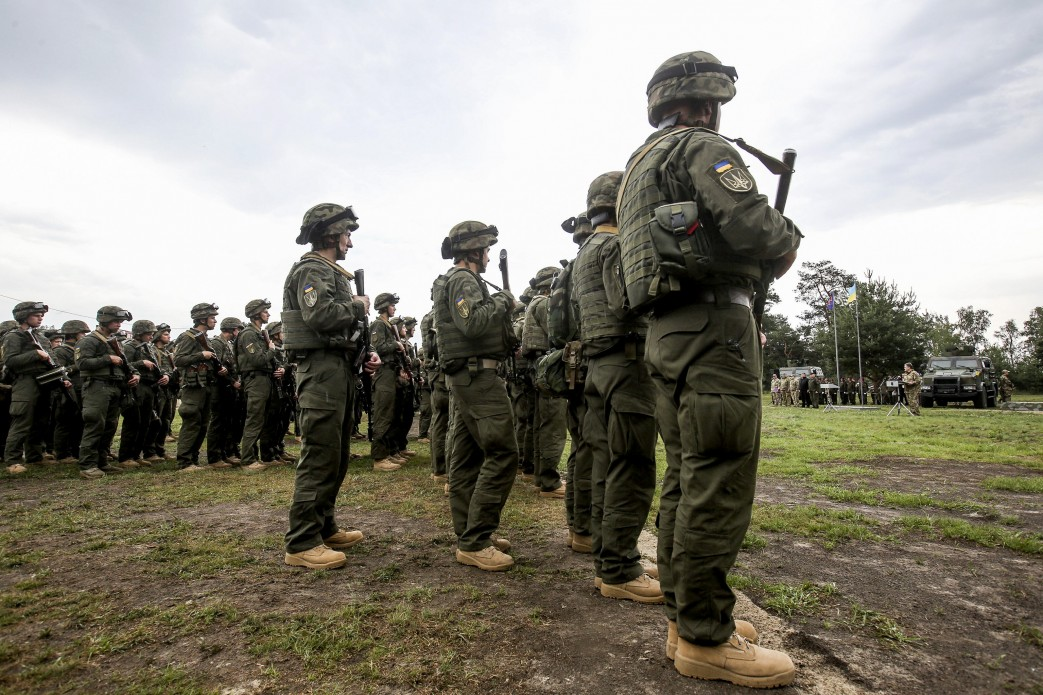
Soldados da Guarda Nacional em 2016
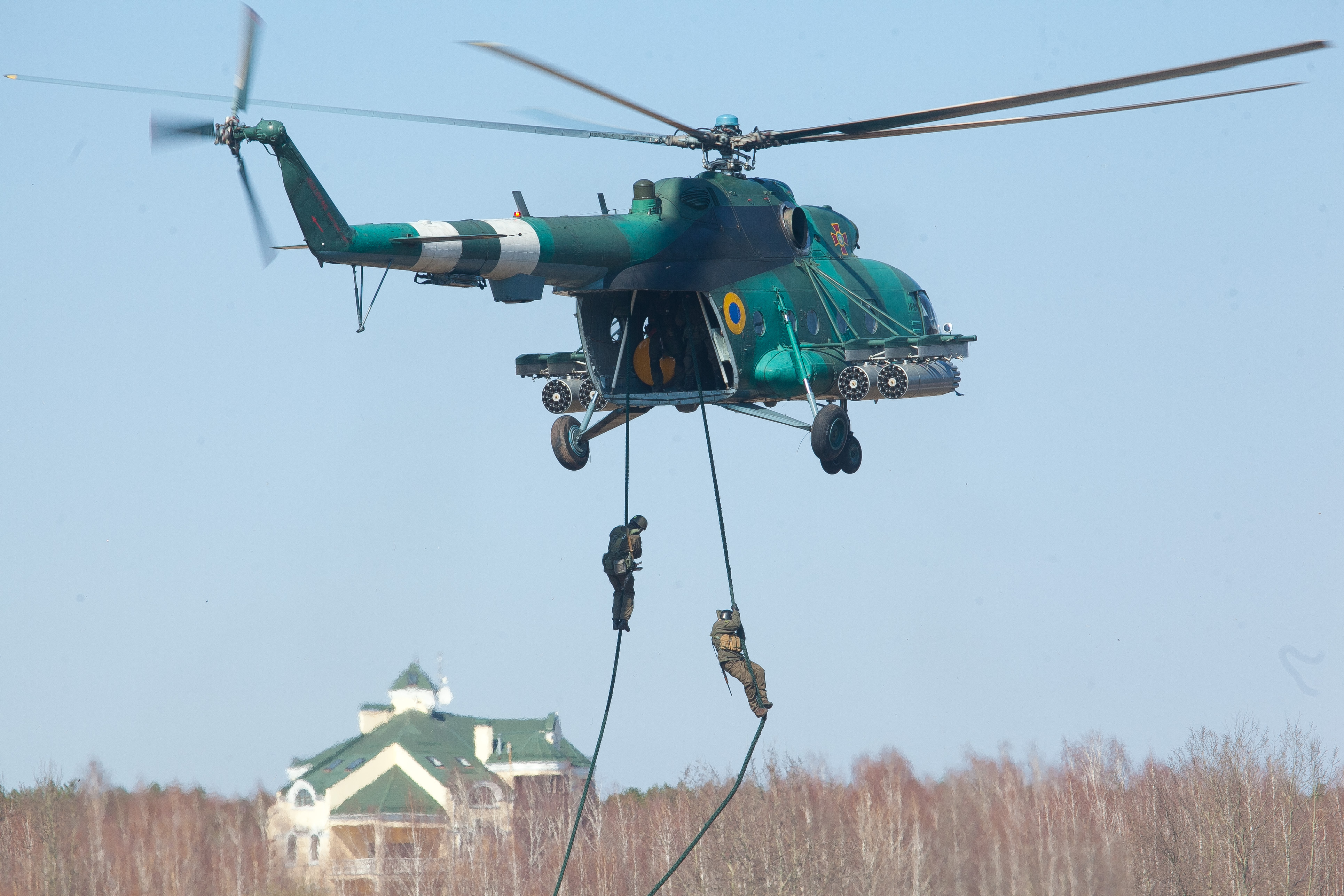
Soldados da Guarda Nacional descem de rapel de um helicóptero Mil Mi-8
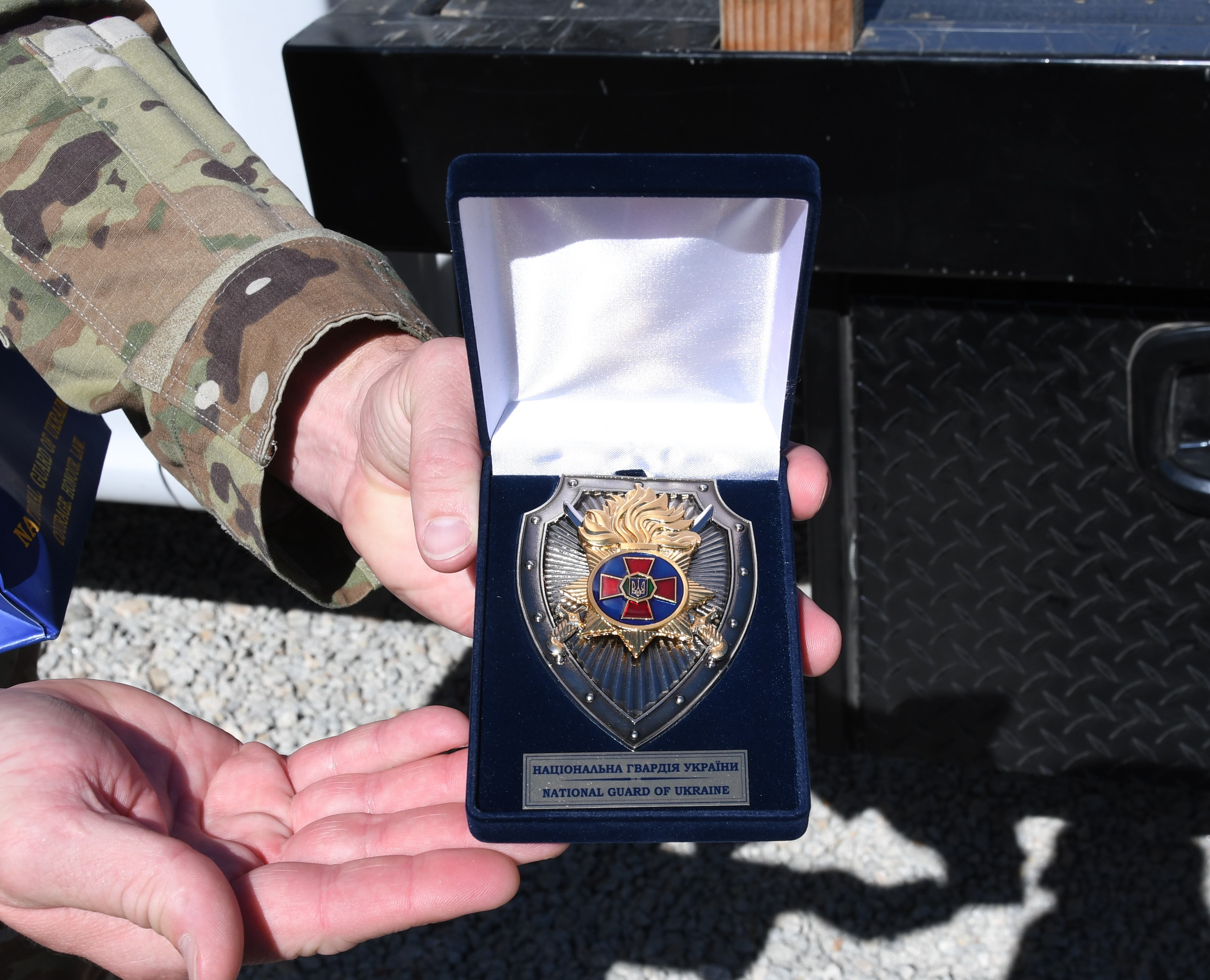
Distintivo da Guarda Nacional
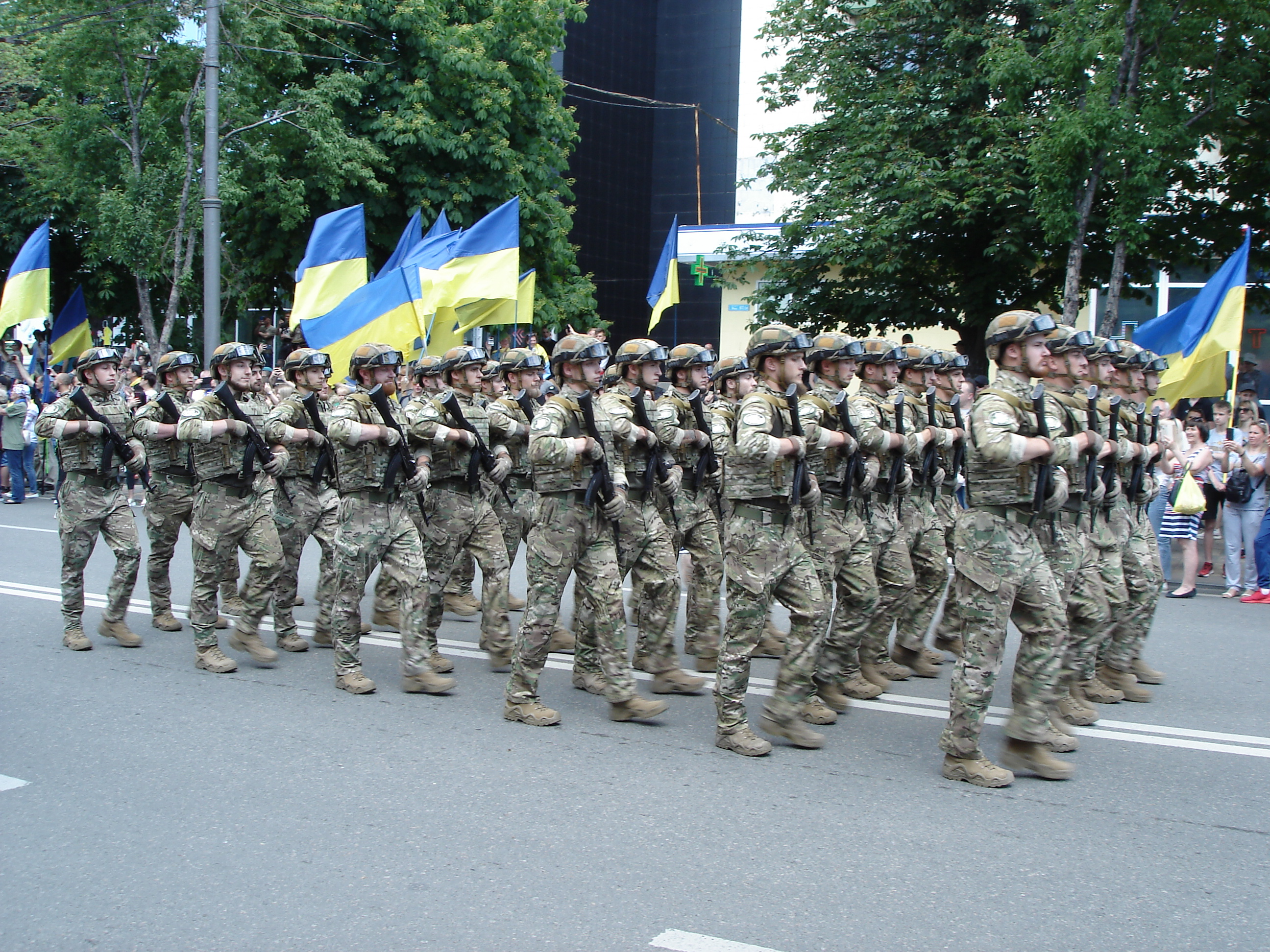
Solados da Guarda Nacional em um desfile militar.
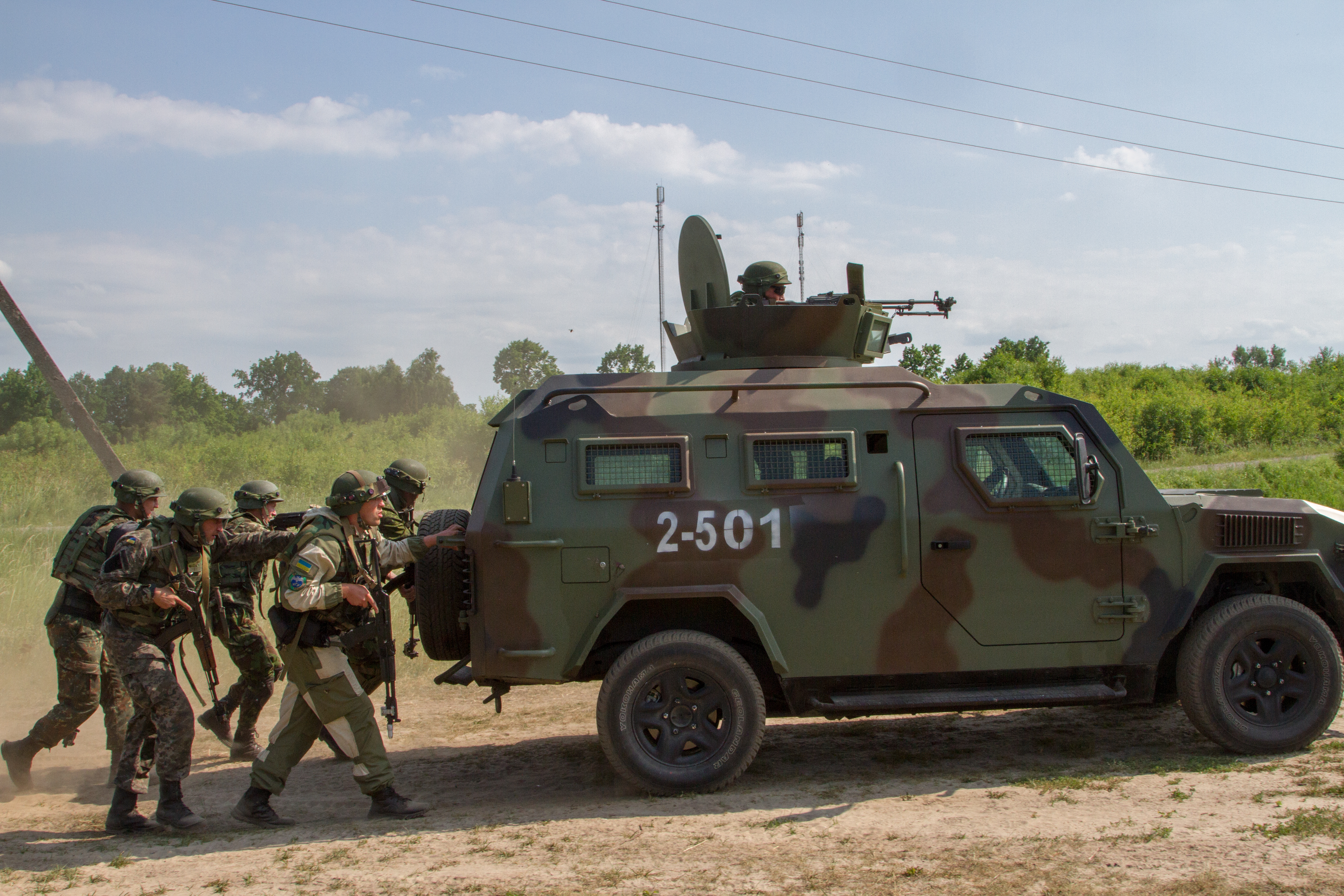
Soldados da Guarda Nacional em treinamento atrás de um veículo blindado KRAZ Cougar